# Finland op het Eurovisiesongfestival 1979
Finland nam in 1979 deel aan het Eurovisiesongfestival in Jeruzalem, Israël. Het was de achttiende deelname van het land op het festival. Het land werd vertegenwoordigd door Katri Helena met het lied Katson sineen taivaan.

## Selectieprocedure
De finale werd gehouden in de Kulttuuritalo in Helsinki en werd gepresenteerd door Marjata Leppänen. In totaal deden er zes liedjes mee aan deze finale. De winnaar werd gekozen door een 30-koppige jury.

#### Uitslag
| Volgorde | Artiest             | Lied                               | Punten | Plaats |
| -------- | ------------------- | ---------------------------------- | ------ | ------ |
| 1        | Seidat              | "Hei, tännepäin"                   | 78     | 6      |
| 2        | Markku Aro          | "Sano Susanne"                     | 94     | 5      |
| 3        | Yvonne Gräsbeck     | "Hyvästi ystäväin"                 | 113    | 2      |
| 4        | Katri Helena        | "Katson sineen taivaan"            | 140    | 1      |
| 5        | Kirka, Anna & Muska | "Aikuiset anteeksi antaa"          | 95     | 4      |
| 6        | Pepe Willberg       | "Päivä tuskin päättyis kauniimmin" | 110    | 3      |

## In Jeruzalem
Op het Eurovisiesongfestival zelf trad Finland als vijfde van negentien deelnemers aan, na Ierland en voor Monaco. Aan het einde van de puntentelling stond Finland op een veertiende plaats, met 38 punten.
België en Nederland hadden geen punten over voor de Finse inzending.

### Gekregen punten

#### Finale
| 12 punten               | 10 punten | 8 punten      | 7 punten               | 6 punten    |
| ----------------------- | --------- | ------------- | ---------------------- | ----------- |
|                         |           | - Zwitserland | - Griekenland - Italië | - Luxemburg |
| 5 punten                | 4 punten  | 3 punten      | 2 punten               | 1 punt      |
| - Duitsland - Frankrijk |           |               |                        |             |

### Punten gegeven door Finland

#### Finale
Punten gegeven in de finale:
| 12 punten | Israël              |
| 10 punten | Zwitserland         |
| 8 punten  | Italië              |
| 7 punten  | Verenigd Koninkrijk |
| 6 punten  | Ierland             |
| 5 punten  | Nederland           |
| 4 punten  | Luxemburg           |
| 3 punten  | Duitsland           |
| 2 punten  | Portugal            |
| 1 punt    | Frankrijk           |

1961 · 1962 · 1963 · 1964 · 1965 · 1966 · 1967 · 1968 · 1969 · 1970 · 1971 · 1972 · 1973 · 1974 · 1975 · 1976 · 1977 · 1978 · 1979 · 1980 · 1981 · 1982 · 1983 · 1984 · 1985 · 1986 · 1987 · 1988 · 1989 · 1990 · 1991 · 1992 · 1993 · 1994 · 1995 · 1996 · 1997 · 1998 · 1999 · 2000 · 2001 · 2002 · 2003 · 2004 · 2005 · 2006 · 2007 · 2008 · 2009 · 2010 · 2011 · 2012 · 2013 · 2014 · 2015 · 2016 · 2017 · 2018 · 2019 · 2020 · 2021 · 2022 · 2023 · 2024 · 2025